# Saint-Marcel-lès-Valence
Saint-Marcel-lès-Valence este o comună în departamentul Drôme din sud-estul Franței. În 2009 avea o populație de 5.064 de locuitori.

## Evoluția populației
| An        | 1975  | 1982  | 1990  | 1999  | 2006  | 2009  |
| --------- | ----- | ----- | ----- | ----- | ----- | ----- |
| Populație | 2.652 | 3.342 | 3.719 | 4.114 | 4.672 | 5.064 |